# Vincenzo Nisco
Vincenzo Nisco (Taranto, 23 luglio 1959) è un designer ed effettista italiano.

## Biografia
Terminati gli studi artistici, lavora nel campo del fumetto inizialmente nell'ambiente romano disegnando storie per le testate Lancio Story e Skorpio, Balboa, e successivamente a Milano per Edifumetto, Ediperiodici, Editrice Squalo, Fumetti d'Arte, Xenia.
Negli anni '90 si trasferisce in Malaysia e collabora alla creazione di un parco a tema, come character designer dei vari personaggi del parco. Successivamente si sposta a Singapore dove lavora con l'agenzia Lawton e Yeoh e poi in Australia presso gli studi di animazione Disney, dove collabora alla realizzazione di molti sequel, tra i quali Tarzan 2, Lilli e il vagabondo II - Il cucciolo ribelle, Lilo & Stitch 2 - Che disastro Stitch!, Koda, fratello orso 2, Il re leone 3 - Hakuna Matata, Topolino, Paperino, Pippo: I tre moschettieri, Bambi 2 - Bambi e il Grande Principe della foresta, Cenerentola - Il gioco del destino, Il libro della giungla 2, Peter Pan - Return to Neverland e altri. Contemporaneamente a Disney, è richiesto come freelance, da altri Studi di Produzione come Energy Entertainment. Yoramgros, Halo Pictures per i quali lavora rispettivamente al film "Magic Pudding" ed alle serie "Flipper", "Wicked" e "Mr Bean".
Da menzionare anche la collaborazione con "Three Circle Production" a Chicago come Set Designer per il progetto della Sit Com "Tapioca Cafè".
Rientrato in Italia nel 2006, lavora con Rainbow come Direttore Artistico ai 3 film Winx Club e Gladiatori di Roma. Art Director anche per le parti 3D delle Serie "Winx Club" e di "Mia and Me 2".  Candidato al David di Donatello per gli effetti speciali di Winx 1, diventa Membro Permanente dell'Accademia del Cinema Italiano e viene insignito nel 2006 della onorificenza di Cavaliere al Merito della Repubblica dal presidente Napolitano per meriti internazionali straordinari  
Nel giugno del 2015, all'ICFF Film Festival di Toronto, riceve l'"Award of Honour" per i suoi 40 anni di carriera.
Dal 2015 è anche Direttore Artistico di Rainbow Academy, prestigiosa scuola d'animazione italiana.
Fino al 2020, sempre come Direttore Artistico di Rainbow CGI, segue le Serie  animate TV 44 gatti e Mermaid Magic (Netflix) per poi lavorare a Puppy Dog Pals e Pupstruction, per Disney.